# Campionato di calcio della Federazione calcistica dell'Asia orientale 2017
Il campionato di calcio della Federazione calcistica dell'Asia orientale 2017 è la settima edizione della competizione, si è disputata in Guam (prima fase), Hong Kong (seconda fase) e Giappone (fase finale) dal 30 giugno 2016 al 16 dicembre 2017. È la prima edizione del torneo con la nuova denominazione. 

## Squadre partecipanti
- Cina
- Corea del Nord
- Corea del Sud
- Giappone
- Guam
- Hong Kong
- Isole Marianne Settentrionali
- Macao
- Mongolia
- Taipei cinese

## Prima fase
La prima fase del torneo si è svolta a Dededo, in Guam.
| Squadra                       | Pti | G | V | Pa | Pe | GF | GS | DR  |
| ----------------------------- | --- | - | - | -- | -- | -- | -- | --- |
| Taipei Cinese                 | 9   | 3 | 3 | 0  | 0  | 13 | 3  | +10 |
| Mongolia                      | 4   | 3 | 1 | 1  | 1  | 10 | 4  | +6  |
| Macao                         | 4   | 3 | 1 | 1  | 1  | 7  | 6  | +1  |
| Isole Marianne Settentrionali | 0   | 3 | 0 | 0  | 3  | 2  | 19 | -17 |

| Arbitro: | Kim Woo-Sung |

|                     |           |                               |
| Hang 38’ Duarte 44’ | Marcatori | 10’ (rig.), rig.’ Bayarjargal |

| Arbitro: | Khash-Erdene Bold |

|                                                                                                 |           |             |
| Wu Chun-ching 30’, 56’ Chen Wei-chuan 37’ Lin Chien-hsun 40’, 64’, 81’, 90+2’ Chen Yi-wei 45+1’ | Marcatori | 90’ Schuler |

| Arbitro: | Chen Hsin-chuan |

|                    |           |                                  |
| Griffin 11’ (rig.) | Marcatori | 9’, 90+4’ Lam Ka Seng 40’ Duarte |

| Arbitro: | Takuto Okabe |

|  |           |                                     |
|  | Marcatori | 57’ Lin Chien-hsun 90’ Lin Shih-kai |

| Arbitro: | Takuto Okabe |

|  |           |                                                                                              |
|  | Marcatori | 27’ (rig.), rig.’ Bayarjargal 39’ Nyam-Osor 45’ Daginaa 54’, 55’, 84’ Tögöldör 79’ Erdenebat |

| Arbitro: | Kim Woo-Sung |

|                                            |           |                            |
| Lin Chien-hsun 36’, 64’ Tseng Chih-wei 88’ | Marcatori | 7’ Chan Man 77’ Lei Ka Him |